# Phyllophora boschmai
Phyllophora boschmai är en insektsart som beskrevs av De Jong, C. 1964. Phyllophora boschmai ingår i släktet Phyllophora och familjen vårtbitare. Inga underarter finns listade i Catalogue of Life.